# Zoologisch-Botanische Gesellschaft
Die (Österreichische) Zoologisch-Botanische Gesellschaft in Österreich (ÖZBG oder ZOOBOT) ist ein gemeinnütziger Verein und hat den Zweck, das Studium der wissenschaftlichen Zoologie, Botanik und Ökologie anzuregen, die Erforschung der einheimischen Fauna und Flora zu fördern und den Kontakt der Wissenschaftler untereinander und mit einem interessierten Publikum zu vermitteln. Sie wurde 1851 von Georg von Frauenfeld gegründet.
Über die Aktivitäten der Gesellschaft und über Veranstaltungen aus dem naturwissenschaftlichen Umfeld informieren mehrmals im Jahr die Mitteilungen. Die Verhandlungen erscheinen jährlich und stehen jedem für die Publikation von Originalarbeiten ökologischen und systematischen Inhalts mit Bezug auf Österreich und seine Nachbarländer offen. Die fallweise erscheinenden Abhandlungen haben monographischen Charakter zur Veröffentlichung umfangreicherer Arbeiten. – Die Koleopterologische Rundschau wird gemeinsam mit dem Wiener Coleopterologenverein herausgegeben.
Die Bibliothek umfasst etwa 4000 Monographien sowie derzeit rund 1500 Periodika, die durch Schriftentausch erworben werden, und ist für Interessierte zugänglich. Der Schriftentausch verknüpft Bibliothek und Publikationstätigkeit. Derzeit gibt es 433 Tauschinstitutionen in aller Welt.
Die Gesellschaft organisiert Vorträge in- und ausländischer Forscher sowie Veranstaltungen der einzelnen Sektionen (Geobotanische Arbeitsgemeinschaft, Entomologie, Ornithologie), zu denen auch Exkursionen zählen.